# 大清户部银行旧址
大清户部银行旧址位于今中华人民共和国北京市西城区西交民巷27号，先后为大清户部银行总行、大清银行总行、中国银行总行、中国银行北平分行、中国人民银行总行、中国农业合作银行总行、中国农业银行总行的所在地，现已无存。位于西交民巷甲25号的建筑则作为“户部银行旧址”于2013年被列为第七批全国重点文物保护单位。

## 简介
该建筑原来位于西交民巷靠西段，为一座坐北朝南的二层楼。此处原来是巡视中城御史衙署的所在地。大清户部银行于光绪三十一年（1905年）在北京开业，光绪三十四年（1908年）清政府将大清户部银行改称大清银行，成为中国最早的中央银行。
大清户部银行总行旧址所在建筑于1882年建成。大清户部银行改称大清银行后，该建筑又成为大清银行总行的所在地。中华民国成立后，北洋政府时期作为中央银行的中国银行总行在此楼继续办公。1928年北洋政府结束后，中国银行变为特许的国际汇兑银行，位于北京的该处改为中国银行北平分（支）行。
1949年北平和平解放后，中国人民银行从石家庄迁到北平，行长和综合处室设在大清户部银行旧址，各专业部门设在北洋保商银行旧址。
1951年7月，中国农业合作银行成立后的首个办公地点便是西交民巷27号的大清户部银行旧址。1951年9月，中国农业合作银行由西交民巷27号迁入西交民巷50号的中国农工银行旧址办公。中国农业银行于1963年11月恢复成立后，总行设在西交民巷27号的大清户部银行旧址。1979年2月，中国农业银行再度恢复成立初期，总行仍设在西交民巷27号的大清户部银行旧址，直到1981年3月16日迁至北京市宣武区白广路1号。1982年1月，大清户部银行旧址被拆除，新建为中国农业银行家属宿舍。
2013年，位于西交民巷甲25号的建筑遗存作为“户部银行旧址”被列入第七批全国重点文物保护单位中的“西交民巷近代银行建筑群”。该建筑现存入口以及临街房屋，是西式建筑，面阔五间，入口的建筑风格简洁稳重，门窗栏杆的铁艺精美。